# 青春倒退嚕
《青春倒退嚕》（英語：While We're Young）是一部2014年的美國喜劇電影，由諾亞·包姆巴赫（Noah Baumbach）編劇、製作與執導。本片由班·史提勒、娜歐蜜·華茲、亞當·崔佛和亞曼達·塞佛瑞主演，並在2014年多倫多國際影展中的特別演映（Special Presentations）單元中上映。電影以住在紐約市的紀錄片製片人和他的妻子為主角，劇情在兩人開始與一對20多歲的夫妻（亞當·崔佛和亞曼達·塞佛瑞）相遇後展開。本片在2015年3月27日於美國上映，由A24發行。

## 劇情
賈許（Josh，班·史提勒 飾）和寇妮拉（Cornelia，娜歐蜜·華茲 飾）是一對住在紐約市的中年夫婦，兩人之間的關係漸漸開始不穩定。賈許正在拍攝一部關於左派學者艾拉·曼德斯丹（Ira Mandelstam，彼得·雅洛 飾）的紀錄片，但拍攝進度陷入困境。兩人在過去想要並試著生育小孩，但一直無法成功，寇妮拉曾懷孕兩次但都不幸流產。在某日賈許於大學中講課結束時，一對年輕夫妻傑米（Jamie，亞當·崔佛 飾）和黛比（Darby，亞曼達·塞佛瑞 飾）主動上前與他聊天，傑米表示自己十分欣賞賈許在過去拍攝的一部紀錄片，同時也是他岳父萊斯里·布里巴特（Leslie Breitbart，查爾斯·葛洛汀 飾）的影迷，並邀請賈許和妻子一起共進晚餐。賈許很快地被傑米與黛比兩人自由的生活方式吸引，他和寇妮拉開始與兩人成為好友，並參與他們的日常活動。
身為一位剛起步的電影工作者，傑米和賈許談論起自己的拍片計畫，以及賈許正在拍攝之紀錄片的細節。傑米從談話中獲得靈感，計劃拍攝一部描述他和高中好友在Facebook上重逢的紀錄片。傑米和黛比決定邀請賈許和寇妮拉參加一場死藤水儀式，在儀式中，意識不清的寇妮拉親吻了傑米，而賈許同時答應了幫助傑米拍攝他的紀錄片。隨後，寇妮拉也答應擔任傑米的紀錄片製作人。傑米和賈許設法找到了傑米失聯的高中好友肯特（Kent，布萊迪·科貝特 飾），他因為自殺未遂而住院。不久後，賈許和傑米發現肯特曾在阿富汗服役期間，參與了一場大屠殺行動，這項發現讓傑米的紀錄片有了更重要的故事中心。
在籌拍自己的紀錄片過程中，賈許對於無法說服避險基金出資人投資自己的電影感到非常焦慮。因此他去找了岳父萊斯里尋求意見。賈許對於當萊斯里對紀錄片內容的批評和建議無法接受，兩人開始為了賈許和寇妮拉無法生育而爭吵，賈許也認為自己在岳父的眼中是一個令人失望的女婿。隨後賈許前往參加傑米的紀錄片試映會，萊斯里和投資人也對傑米的紀錄片有著更高的評價。感到嫉妒的賈許和寇妮拉為了傑米的成功而大吵一架，兩人分道揚鑣。賈許和黛比見面，黛比對於傑米逐漸自大的態度開始感到厭煩，她也告訴賈許傑米和寇妮拉兩人在儀式上接吻的事。次日早晨，賈許和寇妮拉再次碰面，賈許生氣的怒罵了傑米。
在和剪接師一起剪接自己的電影時，賈許從傑米的電影片段中，發現了證據顯示與肯特的見面是經過預先安排的設計。賈許在與肯特見面後，肯特承認自己其實是黛比的朋友，而不是傑米的高中同學。他也承認傑米在拍攝的數週前曾經與他聯絡。賈許用攝影機錄下肯特的自白後前往傑米的住處，發現已經不想再忍受的黛比正打算搬出兩人的公寓，而傑米已前往林肯中心參加萊斯里的回顧餐會。
賈許在活動中私下與傑米見面，指責傑米為了營造戲劇性而破壞了紀錄片的真實性和正當性。當賈許要求傑米在萊斯里面前坦白真相時，萊斯里卻對此不置可否，他認為即使經過設計，這也是一個好的故事。賈許對此感到非常氣憤，但同時也承認萊斯里對他的電影的批評是正確的。在會場外，賈許和寇妮拉和好。
一年後，賈許和寇妮拉開車前往機場迎接自海地領養的嬰兒。賈許在一本雜誌上看見了盛讚傑米電影製作才華的文章，兩人一致認為「他不是邪惡，他只是年輕。」最後，兩人看著登機門座位對面的小孩正在把玩著iPhone。

## 演員
- 班·史提勒 飾 賈許（Josh）
- 娜歐蜜·華茲 飾 Cornelia
- 亞當·崔佛 飾 傑米（Jamie）
- 亞曼達·塞佛瑞 飾 黛比（Darby）
- 查爾斯·葛洛汀 飾 萊斯里·布里巴特（Leslie Breitbart）
- 布萊迪·科貝特 飾 肯特（Kent）
- 萊恩·薩漢特（Ryan Serhant）飾 避險基金投資人 戴夫（Dave）
- 瑪麗亞·迪斯拉（Maria Dizzia）飾 瑪莉娜（Marina）
- 亞當·霍羅維茨（Adam Horovitz）飾 佛萊契（Fletcher）
- 彼得·雅洛（Peter Yarrow）飾 艾拉·曼德斯丹（Ira Mandelstam）

## 製作

### 拍攝
本片於紐約市進行拍攝作業在在2013年9月17日被媒體報導。

### 音樂
本片的配樂由詹姆士·莫菲（James Murphy）負責編寫。
曲目：
1. "Golden Years" – 詹姆士·莫菲（James Murphy）
2. "Concerto for Lute, 2 Violins and Continuo in D, RV. 93" – 韋瓦第
3. "All Night Long (All Night)"– 萊諾·李奇
4. "Buggin' Out" – 探索一族（A Tribe Called Quest）
5. "The Ghost in You" – 幻覺皮衣合唱團（The Psychedelic Furs）
6. "The Inch Worm" – 丹尼·凱（Danny Kaye）
7. "Only the Stars Above Welcome Me Home" – 詹姆士·莫菲（James Murphy）
8. "Falling (Duke Dumont Remix)" – Haim
9. "Eye of the Tiger" – 生存者（Survivor）
10. "Andante du Concerto Pour Flautino en ut Majeur" (from the MGM film The Wild Child) – 韋瓦第
11. "Waiting for a Girl Like You" – 外國人合唱團（Foreigner）
12. "Nineteen Hundred and Eighty-Five" – 保羅·麥卡尼和翅膀合唱團（Paul McCartney & Wings）
13. "We Used to Dance" – 詹姆士·莫菲（James Murphy）
14. "Golden Years" – 大衛·鮑伊

## 發行
《青春倒退嚕》於2014年9月6日在多倫多國際影展中首映。隨後在2015年3月27日於美國上映，由A24 Films發行。本片在台灣於2015年4月17日上映，由威望國際發行。

## 評價
《青春倒退嚕》在影評間獲得普遍正面的評價。本片在評分集計網站爛番茄上142篇影評中，獲得85%的好評，平均分數為7.3/10。該網站對於本片的總評是「尖銳且刺骨的誠實，編導諾亞·包姆巴赫在《青春倒退嚕》中透過他筆下最令人有認同感的角色們展現了他撰寫過最風趣的台詞。」在Metacritic網站上，本片在滿分100中獲得了76分的評價，此一評價是根據42位影評人的意見得出，這個分數代表著「普遍的正面好評」。

## 資料來源
1. ↑  . British Board of Film Classification. 2015-01-30  [2015-01-30]. （原始内容存档于2015-01-30）.
2. ↑  . Deadline.   [2014-11-29].
3. ↑  .   [2015-05-03]. （原始内容存档于2021-12-09）.
4. ↑  . Box Office Mojo.   [2015-04-26]. （原始内容存档于2018-11-12）.
5. ↑  . Variety.   [2014-07-22]. （原始内容存档于2015-04-21）.
6. ↑  . onlocationvacations.com. 2013-09-18  [2013-09-19].
7. ↑  . filmmusicreporter.com. 2014-07-22  [2014-08-01].
8. ↑  Todd McCarthy. . The Hollywood Reporter.   [2014-11-29]. （原始内容存档于2020-11-12）.
9. ↑  .   [2014-11-29]. （原始内容存档于2018-11-12）.
10. ↑  . CatchPlay.   [2015-05-03]. （原始内容存档于2016-03-06）.
11. ↑  . Rotten Tomatoes.   [2015-04-15]. （原始内容存档于2015-05-09）.
12. ↑  . Metacritic. CBS Interactive.   [April 13, 2015-04-13]. （原始内容存档于2015-08-21）.

## 外部連結
- 互联网电影数据库（IMDb）上《青春倒退嚕》的资料（英文）